# Zhao Boju
Zhao Boju ou Chao Po-chü ou Tchao Po-Kiu (chinois traditionnel : 趙駒駒 ; chinois simplifié : 赵伯驹 ; pinyin : zhào bójū), surnom : Qianli.  Mort vers 1162. Actif à Kaifeng (province du Henan) puis à Hangzhou (province du Zhejiang). Peintre chinois.
À distinguer de Zhao Bosu (趙伯驌 / 赵伯骕, zhào bósù 1124-1182) son frère peintre, et qui est aussi resté célèbre par ses peintures narratives.

## Biographie
Descendant du premier empereur Song, Zhao Boju travaille tout d'abord à l'Académie de Peinture de la cour de Kaifeng, puis devient à Hangzhou l'artiste favori de l'empereur Gaozong (règne 1127-1162). Fils d'un peintre bien connu à l'époque, Zhao Lingrang (actif vers 1070-1100). Boju, lui, est très apprécié pour cultiver dans ses paysages et ses architectures un archaïsme voulu et pour reprendre la manière bleue et verte des paysagistes Tang, notamment de Li Sixun. À son époque, il est le spécialiste de scènes de palais.

## Les Cinq dynasties et la dynastie des Song
Un autre aspect de l'évolution du paysage est assez convenablement représenté par Zhao Boju, membre important de la vieille famille impériale des Song, et peintre talentueux. Il se  distingue dans l'art pictural sous l'influence de tradition. Couleurs d'automne sur les rivières et montagnes  se fait l'écho d'anciennes images impériales comme celles de Wang Shen (actif seconde moitié du XIe siècle) et Wang Ximeng (actif pendant l'ère Xuanhe, 1119-1126), aussi bien que de la propre production de Huizong.  Il parvient à rendre une matière saisissante, une présence tactile, ce qui conduit certains spécialistes à penser que le tableau est l'œuvre d'un artiste des Song du nord, plus proche de Li Cheng et Fan Kuan que de Li Tang .

## Peintres de figures auXIIesiècle
Le recours au passé est le fait des peintres de figures : Su Hanzhen, Zhu Rui (actif 1re moitié XIIe siècle), Zhao Boju sous le règne des empereurs Gaozong (1127-1162) et Xiaozong (1162-1189), Liu Songnian (XIIe – XIIIe siècles) sous les empereurs Ningzong (1194-1224) et Lizong (1225-1264). Ces peintres traitent des sujets très divers. Tous sont assimilés intimement à la tradition classique. Comme Su Hanzhen, Boju est peintre de l'Académie sous le règne  de Huizong et l'un des peintres favoris de l'empereur Gaozong. Agnat des Song, il reste très attaché au passé par son style et sa conception de la peinture.

Il peint des paysages et des fleurs, des sujets taoïstes. Sa manière très raffinée s'inspire du type «bleu et vert» (qinglü), et «or et jade» (jinbi) attribué à Li Sixun. L'archaïsme peut contribuer à certains renouveaux. Zhao Boju fait école. Sous les Ming,  plus tard, bien des peintres l'imitent. Son nom reste, au cours de l'histoire, attaché à la tradition des paysages ouverts au rêve comme: Le Voyage de Ming huang au pays de Shu, et le voyage vers La Source des Pêchers en fleurs.

## Le paysage de l'Académie à l'époque desSongdu Sud

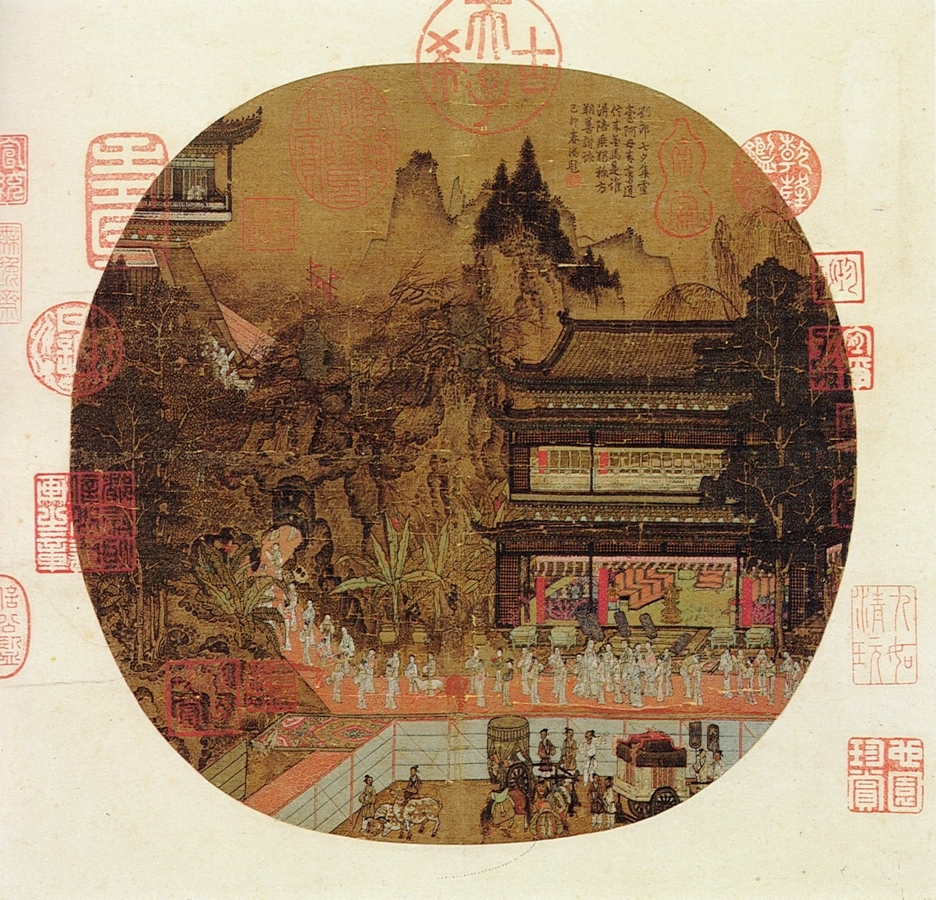
Le palais Han, feuille d'album attribuée à Zhao Boju.

Quelques artistes refusent d'abandonner les anciennes traditions ; certains d'entre eux cultivent même un archaïsme voulu. Vers la fin des Song du Nord, des amateurs cultivés lancent la mode des choses anciennes ; dans le Sud, ce goût persiste. Par une certaine autorité que lui confère sa descendance du premier empereur Song, et par la maîtrise de son art, Zhao Boju reprend à son avantage la manière bleue et verte des paysagistes Tang. On lui attribue, entre autres, une feuille d'album intitulée Le palais Han (Musée national du Palais,Taipei). C'est une œuvre non signée et d'attribution incertaine.

## Attribution impériale
Fait révélateur de l'incertitude de ces sujets autant que du presque pur hasard grâce auquel de telles œuvres survivent malgré tout, cette peinture n'a pas d'histoire connue avant sa présentation au premier empereur de la dynastie Ming, Zhu Yanzhang, par un fonctionnaire l'ayant obtenue d'un marchand d'antiquités. L'empereur décide apparemment qu'elle est de Zhao Boju et décrit un paysage d'automne. En réalité, la saison figurée sur le rouleau n'est pas l'automne mais le printemps, et la véritable identité d'origine de la peinture est totalement inconnue. Elle peut bien être une version de la célèbre histoire du paradis trouvé et perdu, «La Source des Fleurs de Pêcher». Quoi qu'il en soit, elle figure parmi les plus beaux exemples restant du style impérial du paysage sous les Song.
La manière bleue et verte n'y est nulle part utilisée ; plusieurs détails semblent au contraire trahir la fin du XIIe ou le début du XIIIe siècles, c'est-à-dire bien après la mort de Boju. Mais la saveur archaïque de la composition, et surtout que Boju est reconnu comme le peintre de scènes de palais, éclairent les raisons de cette attribution. En automne, le soir du Double Sept (festival d'automne) qui est la fête de deux personnages légendaires, le Bouvier et la Fileuse. Au premier plan, des domestiques arrivent au palais où brillent les lanternes ; ils conduisent des chars à bœufs et, sans doute, préparent une fête. L'impératrice et sa suite passent à travers un tunnel creusé par la nature dans un rocher aux formes étranges et se dirigent vers la tour située dans l'angle supérieur gauche de la composition pour s'y livrer à l'occupation traditionnelle le soir du Double Sept : la contemplation de la lune.

## Musées
- Boston (Mus. of Fine Arts) :
  - Entrée du premier empereur Han à Guanzhong, rouleau en longueur signé, vert et bleu.
- New York: (Metropolitan Museum of Art):
  - Matin de printemps sur les palais des empereurs Han, signé, attribution.
- Taipei (Nat. Palace Mus.):
  - Le palais Han, encre et couleur sur soie, feuille d'album, attribution.